# Olivia Wilde

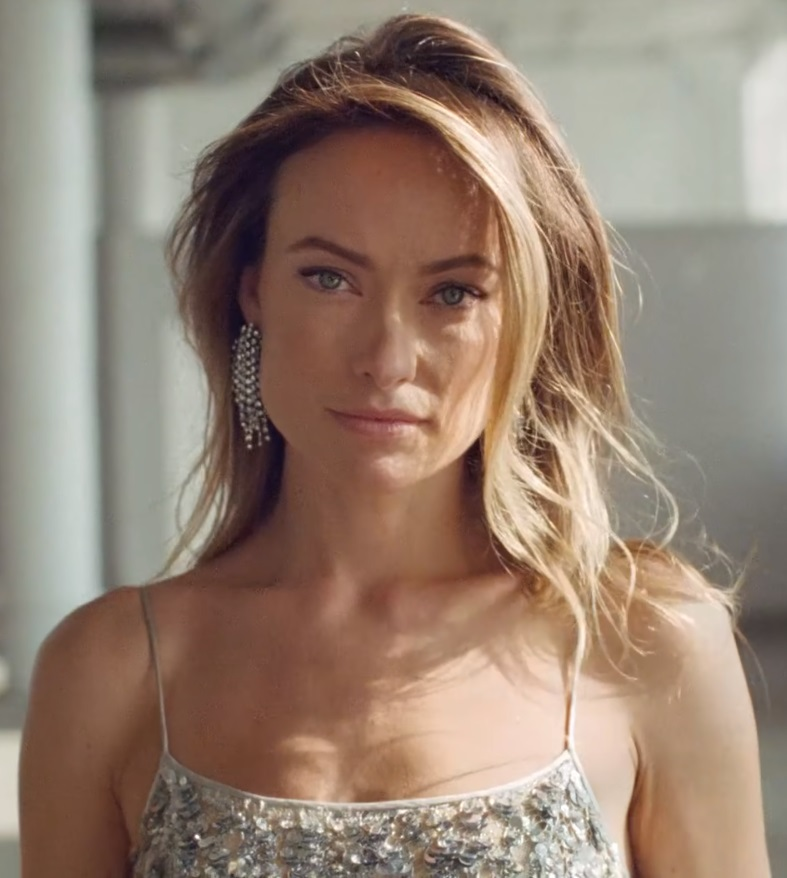
Olivia Wilde (2021)

Olivia Wilde (* 10. März 1984 in New York City als Olivia Jane Cockburn) ist eine amerikanisch-irische Schauspielerin, Regisseurin und Filmproduzentin.

## Leben
Wilde ist die Tochter der Produzentin Leslie Cockburn und des Journalisten Andrew Cockburn. Nach dem Besuch der Phillips Academy in Andover, Massachusetts studierte sie Schauspiel an der Gaiety School of Acting in Dublin. Viele ihrer Verwandten wie ihr Großvater Francis Claud Cockburn, ihr Vater und ihre beiden Onkel väterlicherseits, Alexander und Patrick Cockburn, sind Journalisten. Ihren Künstlernamen wählte sie in Anlehnung an den von ihr verehrten Oscar Wilde.

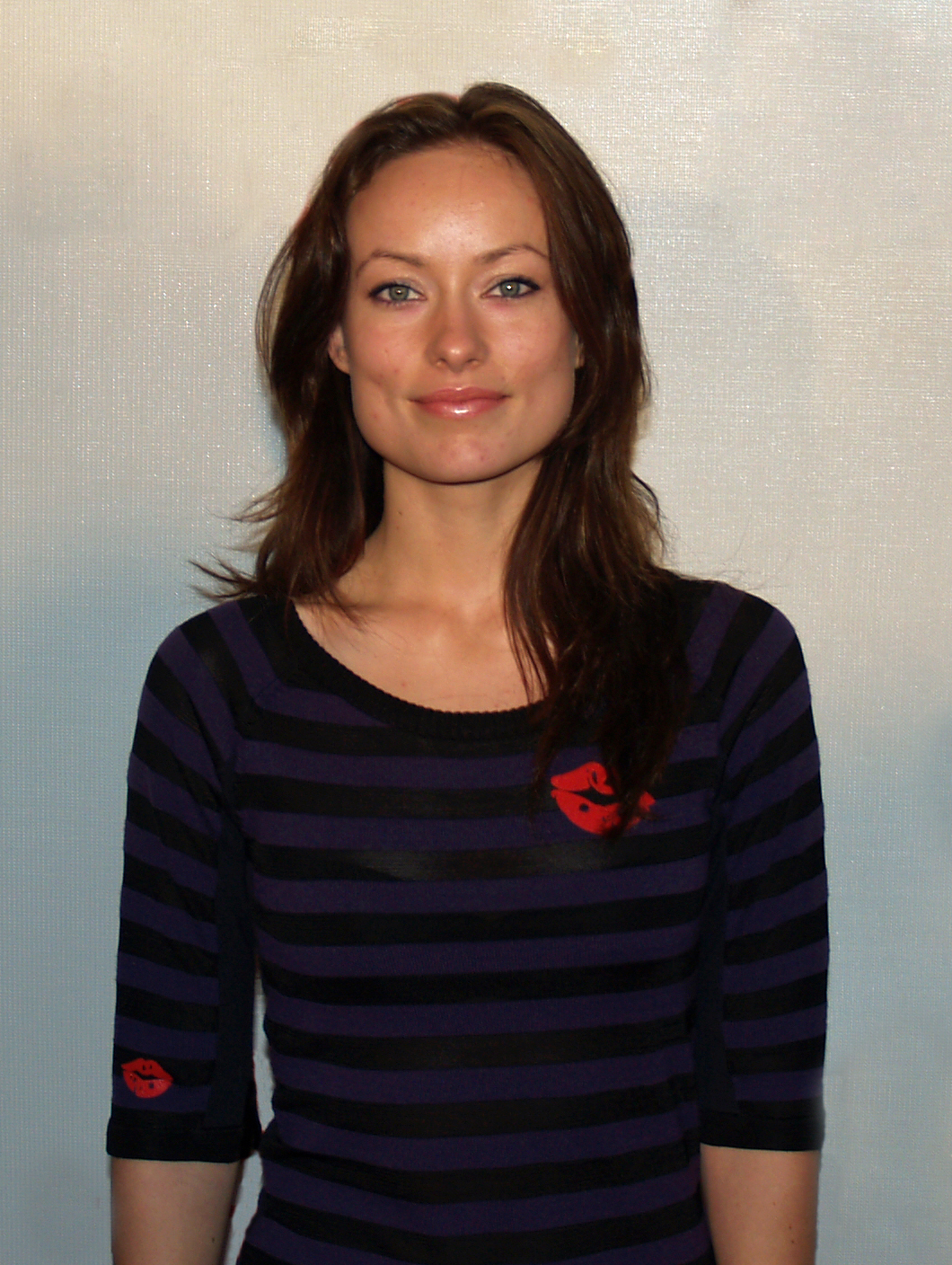
Olivia Wilde beim Tribeca Film Festival 2007

Ihren ersten Erfolg hatte Wilde als Kellie in der Teenie-Komödie The Girl Next Door. Danach bekam sie als Jewel Goldman eine Hauptrolle in der Fernsehserie Skin, die 2003 nach nur drei Episoden wieder eingestellt wurde. Mit der Rolle der Alex Kelly gelang ihr in der zweiten Staffel der Serie O.C., California der Durchbruch. In der 13 Folgen umfassenden Serie The Black Donnellys hatte Wilde 2007 als Jenny Reilly eine der Hauptrollen. Ab 2007 wurde sie einem größeren Publikum als Dr. Remy „Dreizehn“ Hadley in der Erfolgsserie Dr. House bekannt. 2010 hatte sie eine Rolle als Quorra im Film Tron: Legacy. 2011 folgte die weibliche Hauptrolle im Science-Fiction-Western Cowboys & Aliens neben Daniel Craig und Harrison Ford. Im gleichen Jahr sah man Wilde in einer Nebenrolle als Rachel Salas, die Mutter von Will Salas, der von Justin Timberlake verkörpert wurde, im Science-Fiction-Thriller In Time – Deine Zeit läuft ab von Regisseur Andrew Niccol. Weitere Film- und Fernsehauftritte folgten.
2019 gab sie mit Booksmart ihr Regiedebüt bei einem Spielfilm. Ende Juni 2020 wurde Wilde ein Mitglied der Academy of Motion Picture Arts and Sciences. 2022 folgte ihre zweite Regiearbeit Don’t Worry Darling, ein Thriller, dessen Premiere bei den Internationalen Filmfestspielen von Venedig im September stattfand.
Neben ihrer Schauspielkarriere ist Wilde Mitglied der Los Angeles Filmmakers Cooperative (LAFCO). Sie ist dort unter anderem leitende Herausgeberin der LAFCO NEWS und war Projektmanagerin der LAFCO-Produktion für das Projekt Lysistrata, das erste weltweite Theater-Event für den Frieden, das in hunderten von Städten der Welt stattgefunden hat.
2008 unterstützte Wilde gemeinsam mit ihrem Schauspielkollegen Kal Penn die Präsidentschaftskandidatur Barack Obamas. Wilde ist Veganerin und wurde 2010 bei einer von PETA initiierten Umfrage zur Sexiest Vegetarian Celebrity gewählt.
Wilde war von 2003 bis 2011 mit dem zehn Jahre älteren italienischen Filmemacher und Fotografen Tao Ruspoli verheiratet, den sie im Alter von 18 Jahren kennengelernt hatte. Seit Anfang 2013 war Wilde mit dem Schauspieler Jason Sudeikis verlobt, mit dem sie seit Ende 2011 liiert war. Im April 2014 kam ihr Sohn zur Welt, im Oktober 2016 eine Tochter. Im November 2020 gaben Wilde und Sudeikis ihre Trennung bekannt. Ab dem Jahr 2021 war Wilde mit Harry Styles liiert, den sie bei den Dreharbeiten zu Don’t Worry Darling kennengelernt hatte. Im November 2022 trennten sie sich wieder.

## Filmografie (Auswahl)
Schauspielerin
- 1995: Meeting Magdalene (Kurzfilm)
- 2003–2004: Skin (Fernsehserie, 6 Episoden)
- 2004: The Girl Next Door
- 2004–2005: O.C., California (The O.C., Fernsehserie, 13 Episoden)
- 2005: Conversation(s) With Other Women
- 2006: Alpha Dog – Tödliche Freundschaften (Alpha Dog)
- 2006: Camjackers
- 2006: Bickford Shmeckler’s Cool Ideas
- 2006: Turistas
- 2007: Kill Bobby Z (Death and Life of Bobby Z)
- 2007: The Black Donnellys (Fernsehserie, 13 Episoden)
- 2007–2012: Dr. House (House, Fernsehserie, 67 Episoden)
- 2008: Fix
- 2009: Year One – Aller Anfang ist schwer (Year One)
- 2010: 72 Stunden – The Next Three Days (The Next Three Days)
- 2010: Tron: Legacy
- 2011: Cowboys & Aliens
- 2011: Wie ausgewechselt (The Change-Up)
- 2011: Alles in Butter (Butter)
- 2011: In Time – Deine Zeit läuft ab (In Time)
- 2011: Free Hugs (Kurzfilm)
- 2011: In Northwood (On the Inside)
- 2012: Der Dieb der Worte (The Words)
- 2012: Cold Blood – Kein Ausweg. Keine Gnade. (Deadfall)
- 2012: Zeit zu leben (People Like Us)
- 2012: TRON: Der Aufstand (TRON: Uprising, Fernsehserie, Episode 1x06, Stimme)
- 2013: Drinking Buddies
- 2013: Der unglaubliche Burt Wonderstone (The Incredible Burt Wonderstone)
- 2013: Rush – Alles für den Sieg (Rush)
- 2013: Dritte Person (Third Person)
- 2013: Her
- 2014: Hauptsache, die Chemie stimmt (Better Living Through Chemistry)
- 2014: Liebe to Go – Die längste Woche meines Lebens (The Longest Week)
- 2014–2015: Portlandia (Fernsehserie, 3 Episoden)
- 2014–2015, 2020: BoJack Horseman (Fernsehserie, 6 Episoden, Stimme)
- 2015: The Lazarus Effect
- 2015: Meadowland
- 2015: Doll & Em (Fernsehserie, 5 Episoden)
- 2015: Black Dog, Red Dog
- 2015: Alle Jahre wieder – Weihnachten mit den Coopers (Love the Coopers)
- 2016: Vinyl (Fernsehserie, 8 Episoden)
- 2018: Vigilante – Bis zum letzten Atemzug (A Vigilante)
- 2018: So ist das Leben – Life Itself (Life Itself)
- 2019: Der Fall Richard Jewell (Richard Jewell)
- 2021: How It Ends
- 2021: Ghostbusters: Legacy (Ghostbusters: Afterlife)
- 2021: Algorithm (Kurzfilm)
- 2022: DC League of Super-Pets (Stimme)
- 2022: Don’t Worry Darling
- 2022: Babylon – Rausch der Ekstase (Babylon)
- 2025: The Studio (Fernsehserie, Episode 1x04)

Regisseurin
- 2011: Free Hugs (Kurzfilm)
- 2019: Booksmart
- 2020: Wake Up (Kurzfilm)
- 2022: Don’t Worry Darling

Filmproduzentin
- 2015: Meadowland
- 2018: Vigilante – Bis zum letzten Atemzug (A Vigilante)
- 2022: Don’t Worry Darling

## Synchronstimme
Anja Stadlober ist seit 2005 überwiegend die deutschsprachige Synchronsprecherin für Olivia Wilde.

## Auszeichnungen & Nominierungen
Independent Spirit Awards
- 2020: Bestes Regiedebüt (Booksmart)

Gotham Awards
- 2019: Nominierung für das Beste Regiedebüt (Booksmart)
- 2019: Nominierung für den Zuschauerpreis (Booksmart)[12]

San Sebastián International Film Festival
- 2022: Nominierung für den Publikumspreis / City of Donostia Audience Award (Don’t Worry Darling)

Teen Choice Awards
- 2008: Nominierung für Choice TV Breakout Star Female (Dr. House)
- 2009: Nominierung für Choice TV Actress: Drama (Dr. House)
- 2010: Nominierung für Choice TV Actress: Drama (Dr. House)
- 2011: Nominierung für Choice TV Actress: Drama (Dr. House)
- 2011: Nominierung für Choice Movie Breakout Female (Tron: Legacy)
- 2013: Nominierung für Choice Movie Actress: Comedy (Der unglaubliche Burt Wonderstone)

MTV Movie Awards
- 2011: Nominierung für die Beste Newcomerin (Tron: Legacy)

Vail Film Festival
- 2008: Rising Star Award (Bickford Shmeckler’s Cool Ideas)

The Comedy Festival
- 2006: Beste Schauspielerin (Bickford Shmeckler’s Cool Ideas)